# Schörgendorf (Gemeinde St. Georgen)
Schörgendorf ist eine Ortschaft und Rotte in der Marktgemeinde St. Georgen an der Gusen in Oberösterreich, in der ungefähr 126 Personen (Stand: 2001) leben.

## Geographische Lage
Schörgendorf liegt im Nordosten des Gemeindegebiets von St. Georgen an der Gusen und grenzt im Osten an das Dorf Lungitz der Nachbargemeinde Katsdorf.
Südlich befindet sich die Rotte der Gemeinde St. Georgen Denneberg und südwestlich die Rotte Zottmann.

## Bevölkerungsentwicklung
Die Entwicklung der Bevölkerung von Schörgendorf von 1788 bis 2011:
| 1788 | 1869 | 1951 | 1961 | 1971 | 1981 | 1991 | 2001 | 2011 |
| ---- | ---- | ---- | ---- | ---- | ---- | ---- | ---- | ---- |
| 19   | 132  | 123  | 131  | 115  | 114  | 122  | 126  | 133  |